# Comuna de Pruchnik
Pruchnik (polaco: Gmina Pruchnik) é uma gminy (comuna) na Polónia, na voivodia de Subcarpácia e no condado de Jarosławski. A sede do condado é a cidade de Pruchnik.
De acordo com os censos de 2004, a comuna tem 9548 habitantes, com uma densidade 122 hab/km².

## Área
Estende-se por uma área de 78,26 km², incluindo:
- área agricola: 73%
- área florestal: 19%

## Demografia
Dados de 30 de Junho 2004:
|                      | Total   | Total | Mulheres | Mulheres | Homens  | Homens |
| -------------------- | ------- | ----- | -------- | -------- | ------- | ------ |
|                      | pessoas | %     | pessoas  | %        | pessoas | %      |
| População            | 9548    | 100   | 4802     | 50,3     | 4746    | 49,7   |
| Densidade (pop./km²) | 122     | 100   | 61,4     | 61,4     | 60,6    | 60,6   |

De acordo com dados de 2002, o rendimento médio per capita ascendia a 1414,97 zł.

## Subdivisões
- Hawłowice, Jodłówka, Kramarzówka, Pruchnik, Rozbórz Długi, Rozbórz Okrągły, Rzeplin, Świebodna.

## Comunas vizinhas
- Dubiecko, Kańczuga, Krzywcza, Roźwienica, Zarzecze